# ジョルダーノ・トゥッリーニ
ジョルダーノ・トゥッリーニ（Giordano Turrini、1942年3月28日 - ）は、イタリア、ボローニャ出身の元自転車競技（トラックレース）選手。
日本では、ジョルダーノ・トリニーという名称で知られる人物である。

## 来歴
1968年メキシコシティーオリンピック、スプリントで銀メダルを獲得。また、ワルテル・ゴリーニとのコンビで、同年の世界選手権自転車競技大会・アマタンデムを制した。
翌1969年にプロ転向。優勝経験こそないが、世界選手権のプロスプリントでは長年に亘り第一線級の選手として活躍した。
ちなみに、1977年のトラックレース世界選手権・プロスプリント準決勝では菅田順和に、また1980年のトラックレース世界選手権・同準決勝では尾崎雅彦にそれぞれ敗れている。

## 主な戦績
1964年
- イタリア選手権 アマタンデム 優勝（+ ジョヴァンニ・ペッテネッラ）

1965年
- イタリア選手権 アマスプリント 優勝

1966年
- トラックレース世界選手権・アマタンデム 3位
- イタリア選手権 アマタンデム 優勝（+ ワルテル・ゴリーニ）

1967年
- イタリア選手権 アマスプリント 優勝

1968年
- トラックレース世界選手権・アマタンデム 優勝（+ ワルテル・ゴリーニ）
- メキシコシティオリンピック
  -  スプリント 2位。

1969年、プロ転向。
1970年
- イタリア選手権 スプリント 優勝

1971年
- トラックレース世界選手権・プロスプリント 3位
- イタリア選手権 スプリント 優勝

1972年
- トラックレース世界選手権・プロスプリント 3位
- イタリア選手権 アマスプリント 優勝

1973年
- トラックレース世界選手権・プロスプリント 2位

1974年
- イタリア選手権 スプリント 優勝

1975年
- イタリア選手権 スプリント 優勝

1976年
- トラックレース世界選手権・プロスプリント 2位

1978年
- イタリア選手権 スプリント 優勝

1979年
- イタリア選手権 スプリント 優勝

1980年
- イタリア選手権 スプリント 優勝